# Многопользовательский мир
MUD (Multi User Dungeon, Dimension или Domain, русский вариант — МПМ (многопользовательский мир), также используются аббревиатуры МУД и МАД) — текстовая многопользовательская компьютерная игра, в которой присутствуют элементы ролевой игры с тактикой «руби и режь» и  взаимодействием с игроком посредством  текстовой информации и обязательно чатом, как правило разделённым на каналы. Традиционно для передачи сообщений используется протокол telnet, отдельную разновидность составляют JMUD — игры через протокол Jabber (XMPP).
По состоянию на март 2010 года существует более 1000 таких игр, в том числе около 19 русскоязычных.

## Общее
Игроки взаимодействуют с виртуальным миром при помощи текстовых команд, посылая их удаленному серверу через интерфейс командной строки. В ответ им присылаются описания комнат, предметов, событий, персонажей других игроков, NPC и других разнообразных элементов виртуального мира. При вводе команд в русифицированных мирах, из-за особенностей русского языка, имена существительные часто приходится употреблять в именительном падеже, а глаголы — в неопределённой форме, зачастую приходится использовать смесь русского и английского языков. Общение игроков друг с другом происходит, как правило, на обычном, разговорном языке.
Традиционно действие в игре происходит в фэнтезийном мире, с битвами и колдовством, населённом эльфами, гоблинами, орками и прочими вымышленными существами. Реже встречаются многопользовательские миры с антуражем технофентези, киберпанка, научной фантастики. Правила игры обычно близки к правилам настольных ролевых игр серии Dungeons and Dragons (D&D). Как и в любой другой ролевой игре игрок принимает роль вымышленного персонажа, имеющего определенные характеристики (очки силы, ловкости, ума, мудрости, жизни, магии), и действует руководствуясь логикой виртуального мира.
Игровое пространство в мирах разбито на клетки (комнаты, локации), которые являются абстракцией некоторого участка местности или помещения и имеют соответствующие свойства (например: в реке можно утонуть, в лесу — замаскироваться, в помещении на вас не действуют погодные явления). Группа локаций, объединенных одной концепцией, сводится в игровую зону — целую область вымышленного мира (замок, город, тракт, подземелья).
Время в таких играх делится на раунды, примерно равные одной секунде (раунд — минимальный промежуток времени, за которое может произойти одно событие — перемещение на одну клетку, обмен ударами или заклинаниями во время боя, обработка одной команды), и тики, примерно равные минуте (каждый один или несколько тиков могут происходить восстановление очков жизни персонажа, самих убитых NPC, и так далее).
Игровой процесс в МПМ сводится к исследованию мира игры, развитию игрового персонажа и взаимодействию с другими игроками. Он начинается с генерации вашего персонажа — выбираются раса и класс, мирные и боевые умения и заклинания, придумываются его внешний вид и имя. Только что созданный герой обычно попадает в школу, где он знакомится с миром. А потом в родной город — относительно безопасную зону, созданную специально для начального этапа игры. Он ещё очень слаб, и для его развития применяется тактика «руби и режь» — игрок ходит по близлежащим зонам и убивает монстров (агрессивные подвижные объекты), получая за это очки опыта. После накопления определённого их количества герой переходит на следующий уровень — у него появляются новые умения и заклинания, возможность использовать более мощные магические артефакты — всё это расширяет игровые возможности и персонаж становится сильнее. Параллельно этому идет исследование мира многопользовательской игры — поиск новых зон, рисование их карт, выполнение заданий, добывание нового оружия, экипировки, амулетов, изучение игровой механики (принципов действия умений и заклинаний, как своего класса так и чужих). Важнейшей составляющей игрового процесса является активное взаимодействие с персонажами других игроков — общение как в чатах, совместное, намного более быстрое, вырезание чудовищ и получение опыта, решение квестов, торговля предметами экипировки и магическими артефактами. Также игру очень разнообразит возможность убийства персонажей других игроков или воровства у них. Это намного сложнее, чем те же действия, направленные против управляемых компьютером монстров, но вызывает больше эмоций и интереса. Начинаются не просто отдельные дуэли, а ожесточенные войны, в которых используются все возможные средства. Игроки объединяются в кланы или гильдии для взаимопомощи.
Получивших известность среди игроков выбирают в имморталы (бессмертные) — особый класс игроков, управляющих многопользовательским миром. Они проводят квесты, поддерживают фентезийную атмосферу, следят за порядком, выявляют последствия программных ошибок, создают новые зоны, код игры.
В рунете пока не существует игр подобного рода, за которые нужно было бы платить, но на западе они есть.
Играть в MUD можно, хотя и не очень удобно, с помощью обычного telnet-клиента, но есть и специализированные MUD-клиенты, некоторые из которых могут создавать карту мира, настраивать автоматический отклик на некоторые события и многое другое. Один из минусов является то, что основной протокол передачи данных - незащищенный текстовый telnet протокол. В некоторых случаях его дополнительно обвешивают ssh, но это технически сложно и не все клиенты могут работать по ssh подключению.
Из-за чисто текстового характера МПМ в них часто играют незрячие игроки, пользующиеся программами-говорилками (например, NVDA, JAWS). В некоторых МПМ незрячих так много, что они создают свои кланы.

## История
МПМ были созданы на Западе, поэтому количество англоязычных МПМ значительно превышает количество русскоязычных. К моменту, когда МПМ стали популярны в России (конец 1990-х годов), на Западе уже появились графические многопользовательские игры, что вызвало постепенное угасание интереса к текстовым МПМ, по мере развития высокоскоростных и дешевых каналов связи. Поскольку в России интернет развивался медленнее чем на Западе, популярность МПМ-игр в России возросла в конце 1990-х, начале 2000-х годов. При этом в самых посещаемых мирах число одновременно играющих участников обычно не превышало двух-трех сотен (в западных мирах в это же время можно было наблюдать до тысячи человек, играющих одновременно). До сих пор существуют зарубежные сервера, которые легко поддерживают несколько сотен игроков онлайн одновременно

### История зарубежных миров
Предшественником МПМ считается Colossal Cave Adventure — однопользовательская текстовая игра, созданная Виллом Кроутером в 1975 году для компьютера DEC PDP-10.
Воодушевленная Adventure группа студентов MIT написала игру Zork летом 1977 года, которая стала очень популярна на ARPANET. Zork была портирована на FORTRAN под названием Dungeon.
Первый европейский МПМ был написан в 1978 году Ричардом Бартлом и Роем Трабшоу в Эссекском университете на DEC PDP-10. Именно они использовали название Multi-User Dungeon, так как игра была разработана как многопользовательская версия игры Dungeon (или DUNGEN, учитывая ограничение в 6 символов на имя файла в PDP-10).
В Европе МПМ-подобные игры стали популярны в университетских сетях, особенно в Эссекском университете, где в МПМ играло множество людей, как из университета, так и вне его. Из-за этого такие игры даже называли «Multi-Undergrad Destroyer» (многостуденческий истребитель) из-за того, что студенты проводили огромное количество времени за игрой, забывая про занятия.
В США первая игра этого типа появилась в 1977 году. Этот МПМ назывался «Темница» (Oubliette), был написан Джимом Швейгером и работал в системе PLATO. Играть в него в одиночку было очень сложно, поэтому игрокам приходилось объединяться в группы для истребления мобов. В 1980-х их популярность только возрастала с распространением относительно недорогих домашних персональных компьютеров и модемов на 300—2400 бод, которые позволяли людям, увлекающимся ролевыми играми, подключаться к электронным доскам объявлений BBS. В это же время начали становиться популярными Rogue-подобные игры.
В начале 1980-х Алан Клец написал игру под названием Milieu (обстановка, окружение) на компьютере CDC Cyber. В 1983 году он портировал её на IBM XT под именем Scepter of Goth (Скипетр го́та). Игра поддерживала одновременное подключение от 10 до 16 игроков. Это был первый коммерческий МПМ. Автор продавал право на использование игры, и его купили несколько компаний.
МПМ, в основном, вдохновлялись настольными ролевыми играми, такими как Dungeons & Dragons, которые в это время достигли пика своей популярности, особенно после выхода Advanced Dungeons & Dragons (AD&D) в 1977 году.
В 1989 году появился TinyMUD, в котором игроки получили возможность не только участвовать в игре, но и создавать мир, в котором играют. Вслед за TinyMUD такую возможность для своих игроков добавили ещё несколько существующих в то время МПМ.
В 1991 году появляется DikuMUD, который привёл к появлению огромного количества hack-n-slash в МПМ, основанных на его исходном коде. Также появились несколько основанных на нём кодовых баз (CircleMUD, Merc, ROM, NiMUD, SMAUG, Anatolia), которые до сих пор являются основой для написания МПМ во всём мире.
Начиная с 2003 года во всем мире происходит спад популярности МПМ из-за появления большого количества графических онлайн-игр. Вначале они так и назывались «графический МУД», например Everquest, Ultima Online и др. но постепенно общепринятым названием стало ММОРПГ(массовая многопользовательская ролевая игра онлайн). RuneScape начинался как текстовая игра, а затем была добавлена графика. Некоторые известные геймдизайнеры, такие как Раф Костер, Брэд Маккуэйд, Марк Джейкобс, Брайан Грин и Тодд Коулмeн), начинали как игроки или разработчики МПМ.
При этом, несмотря на то, что графические ММОРПГ разрабатываются крупными компаниями с привлечением большого количества разработчиков и дизайнеров, по сложности механики и свободе действий большинство MUD их легко обходит.

### История МПМ в Рунете

#### 1997 год
В Рунете первым частично русифицированным МПМ, вероятно был Rings of Aladon, предшественник «Аладона». Он был запущен в марте-апреле 1997 года.
Первый полностью переведённый на русский язык RMUD основан также в 1997 году и на данный момент развивающийся в двух ветках — Мир Трех Лун и Серый Камень Гаргата, по вселенной Dragonlance. При этом второй до сих пор стабильно работает и растет.
Вскоре появился «Мир Мерлина».

#### 1998 год
Весной 1998 года открывается мир «Адамант MUD», в 2001 году разделившийся на два отдельных проекта Адамант Адан: Хроники Средиземья и Адамант: Мир Колец.
В середине 1998 года был запущен Киевский сервер Forgotten Dungeon, на тот момент третий русскоязычный сервер в Рунете.
В октябре 1998 появляется Киевский мир DreamLand.
В том же 1998 году стартовал Shades of Gray (SoG).

#### 1999 год
В 1999 году появился первый в Рунете МПМ в стиле киберпанк Dangerous Fantasy, который 27 апреля 2002 года перерос в полностью двуязычный (рус-англ) мир Dangerous Fantasy 2, также известный как DF2.
В ноябре 1999 год вышел первый браузерный мир под названием «Тэйл».
Также в 1999 году появился мир «Арда MUD», основанный на произведениях Дж. Р. Р. Толкина.

#### 2000—2005 год
В 2000 году появляется оригинальный МПМ под названием «Былины», мир которого основан, в отличие от остальных проектов, не на западном фэнтези, а на русских народных сказках и легендах.
В 2001 году от «Мира Мерлина» отпочковался «Берег Семи Воплощений».
В 2002 стартовал проект «Сфера Миров».
В 2003 году открылись мады: «Crusify:The Chosen», «Магия и Сталь», «Неронис» и MUCK «Нереал».
2004 год ознаменовался появлением появляется мада «Силан».
В 2005 году вышел мад «Грани Мира», созданный по мотиву РПГ «Planescape: Torment». Впоследствии он был закрыт и запущен вновь в сентябре 2015.

#### 2006—2015 год
В 2007 году появился MUCK «Король Лев» и «Virtustan MUD».
Также в 2007 году был создан «Мир Ведьмака (Мир Золотого Дракона)», работающий на движке MUD-а «Былины». В 2008 «Мир Ведьмака» был закрыт и открылся вновь только в 2013.

## Субкультура MUD-ов
Вокруг MUD-ов сформировалась собственная субкультура и сфера общения (в какой-то степени пересекающаяся с субкультурой ролевиков, тоже играющих в МПМ). Поскольку МПМ — сетевая игра, то и возникающая вокруг них субкультура в основном располагается в сети. Сюда можно отнести сайты различных кланов, гильдий, орденов и прочих внутриигровых организаций игроков (персонажей), впоследствии перерастающих в отдельное сообщество.
Многие игроки в MUD занимаются творчеством, например, живописью по мотивам игры в МПМ, многие пишут фанфики и прочие литературные произведения, сюжет и герои которого могут браться из реальных событий, происходивших внутри МПМ. Также проводились литературные и художественные конкурсы.
Внесетевые встречи маддеров, так называемые мадовки, в основном проявлялись в совместных сборах для общения (нередко с употреблением алкогольных напитков). Перешедшие в реальную жизнь тусовки маддеров во многом напоминают любые другие интернет-тусовки (посетителей какого-нибудь чата, форума и так далее), однако для людей, играющих в МПМ, характерно не просто общение, а совместное преодоление трудностей (бои, квесты, прокачка), что приводит к более тесным отношениям. Так, известны семейные пары, познакомившиеся во время игры, а уже затем встретившиеся в реальности и поженившиеся.